# Expedició 21

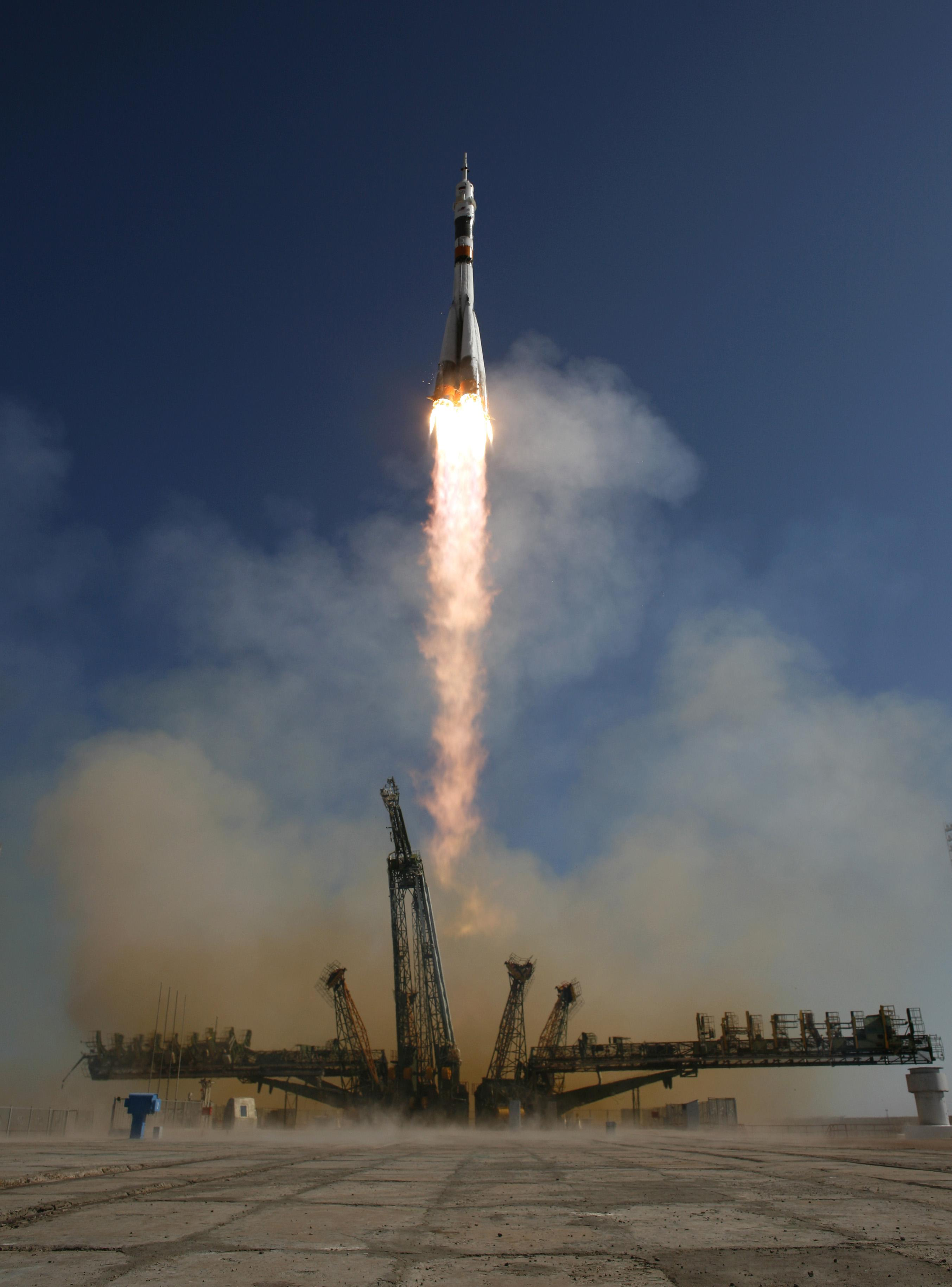
S'enlaira l'Expedició 21.

L'Expedició 21 va ser la 21a estada de llarga durada a l'Estació Espacial Internacional (ISS). L'expedició va començar el 30 de setembre de 2009, amb Frank de Winne convertint-se en el primer astronauta de l'ESA en comandar una missió espacial.
El traspàs entre l'Expedició 20 i Expedició 21 va requerir tres vehicles Soiuz sent acoblades a l'estació alhora, per primer cop.
La Soiuz TMA-16 va transportar els últims membres de l'Expedició 21 a l'ISS, juntament amb el turista espacial Guy Laliberté. Laliberté va tornar a la Terra en el Soiuz TMA-14 amb dos membres de l'Expedició 20 l'11 d'octubre de 2009.
Nicole P. Stott va ser l'última membre de la tripulació de l'ISS en volar en un Transbordador Espacial. Ella va tornar a la Terra a bord del STS-129 en el novembre de 2009.

## Tripulació
| Posició           | Primera Part (Octubre de 2009 a novembre de 2009) | Segona Part (Novembre de 2009 a desembre de 2009) |                                               |
| ----------------- | ------------------------------------------------- | ------------------------------------------------- | --------------------------------------------- |
| Comandant         | Frank De Winne, ESA Segon vol espacial            | Frank De Winne, ESA Segon vol espacial            | Frank De Winne, ESA Segon vol espacial        |
| Enginyer de vol 1 | Roman Romanenko, RSA Primer vol espacial          | Roman Romanenko, RSA Primer vol espacial          | Roman Romanenko, RSA Primer vol espacial      |
| Enginyer de vol 2 | Robert Thirsk, CSA Segon vol espacial             | Robert Thirsk, CSA Segon vol espacial             | Robert Thirsk, CSA Segon vol espacial         |
| Enginyer de vol 3 | Jeffrey N. Williams, NASA Tercer vol espacial     | Jeffrey N. Williams, NASA Tercer vol espacial     | Jeffrey N. Williams, NASA Tercer vol espacial |
| Enginyer de vol 4 | Maksim Suràiev, RSA Primer vol espacial           | Maksim Suràiev, RSA Primer vol espacial           | Maksim Suràiev, RSA Primer vol espacial       |
| Enginyer de vol 5 | Nicole P. Stott, NASA Primer vol espacial         |                                                   |                                               |

FontNASA

## Tripulació de reserva
- Chris Hadfield - Comandant
- Dmitri Kondràtiev
- André Kuipers
- Shannon Walker
- Aleksandr Skvortsov
- Catherine Coleman